# Kaplony
Kaplony (románul Căpleni, németül Kaplau) falu és községközpont Romániában, Szatmár megyében.

## Fekvése
Nagykárolytól 5 km-re északra a Kraszna bal partján, a hajdani Ecsedi-láp szélén fekszik.

## A név eredete
A szó jelentése tigris (magyar-török eredetű). Régebbi előfordulási formái Kuplony, Cupian (latin leírásokban) Kaplyony (a 19. századig hivatalos iratokban, tájszólásban a mai napig).

## Története
Eredetileg a Kaplony nemzetség (Kond vezér második fiának leszármazottai) tulajdona volt.
A középkor megpróbáltatásait (tatárjárást, törökdúlásokat) jól bírta a falu, fennmaradása annak köszönhető, hogy az akkor még létező Ecsedi-láp kitűnő búvóhelyet és élelemforrást biztosított lakosainak.
Az 1703-ban kitört Rákóczi-szabadságharc végére a háború és a pestisjárványok miatt teljesen elnéptelenedett ezt a falut is, pusztaként említették a korabeli dokumentumok. A Szatmári békekötés után (1711) azonban a vidék ura, Károlyi Sándor elhatározta saját birtokainak katolikus svábokkal való betelepítését. 1712-ben érkeztek ide az első telepesek. „Ez nagymértékben annak a sváb hagyománynak köszönhető, hogy a legidősebb fiú örökölte a föld felét, másik felét pedig a jegyesének adták el, hogy a birtokot ne darabolják fel, a pénzből pedig kifizették a többi gyermeket. Sok fiúgyermek nem vállalta a zsellérséget testvérénél, hanem más településre költözött inkább, ahol még volt szabad föld.”
1910-ben 1937, túlnyomórészt magyar lakosa volt. A trianoni békeszerződésig Szatmár vármegye Nagykárolyi járásához tartozott.
1992-ben társtelepülésével, Kálmánddal együtt 4574 lakosából 3367 magyar, 964 német, 144 román és 99 cigány volt.
2002-es népszámlálás adatai szerint lakosainak száma: 3135 fő, ebből magyar: 2884, cigány: 100, német: 99, román: 91 volt.

## Látnivalók
- A Károlyi-sírbolt, amely az Ybl Miklós tervei szerint átépített román kori templom alatt található. Itt nyugszik gróf Károlyi Sándor a Rákóczi-szabadságharc hadvezére, aki 1711-ben a majtényi-síkon letette a fegyvert.
- A neoromán stílusban Ybl Miklós által újjáépített Szent Antal templom. (A majd ezeréves régi templom földrengés áldozata lett, már 1080-ban okmányokban említik.)

### A templom rövid története
1848. június 18-án, Szentháromság vasárnapján, Hám János szatmári püspök szentelte fel Kaplony harmadik templomát. Gróf Károlyi Sándor feljegyzései alapján, 1080-ban bencés monostor és templom állott, Tours-i Szent Márton tiszteletére, a mai templom helyén, amelyet a Kaplony nemzetség (Kond vezér második fiának leszármazottai) építtetett saját birtokán. 1711, a szatmári béke megkötése után gróf Károlyi Sándor engedélyt kapott Telekesi István egri püspöktől, hogy az akkor már romos templomot lebontassa, és annak megmaradó alapjaira felépíttette a Megtestesült Ige tiszteletére az új templomot. Oltárképe ma a kolostor folyosóján látható. Ezt a második templomot földrengés döntötte romba, 1834. október 15-én. 1844. április 26-án, gróf Károlyi György jóvoltából megkezdték az új, és ma is álló templom építését, Ybl Miklós tervei alapján. 1847-ben már a kriptát festették és 1848. június 18-án nagy ünnepélyességgel fel is szentelték. Minden évben június 13-án Kirbály-templombúcsú van Kaplonyban.

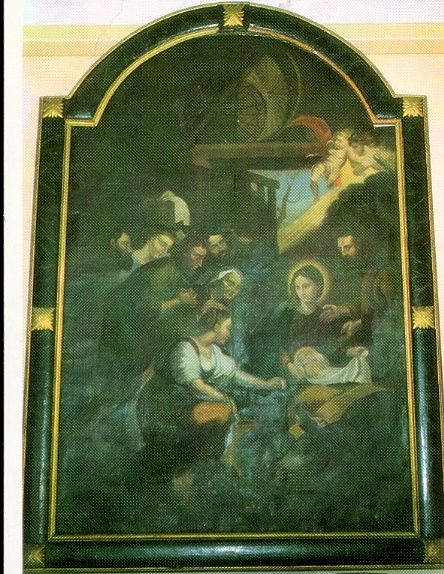
A régi templom oltárképe
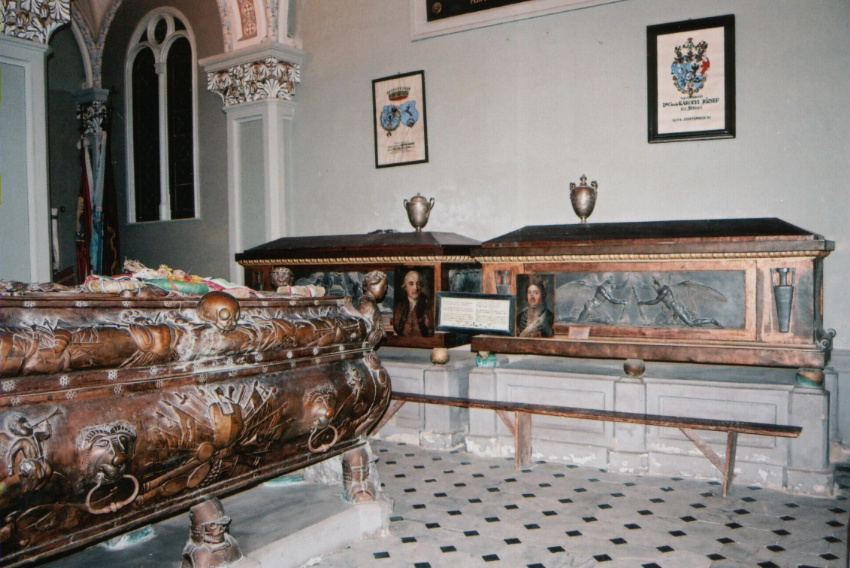
A Károlyi család kriptája
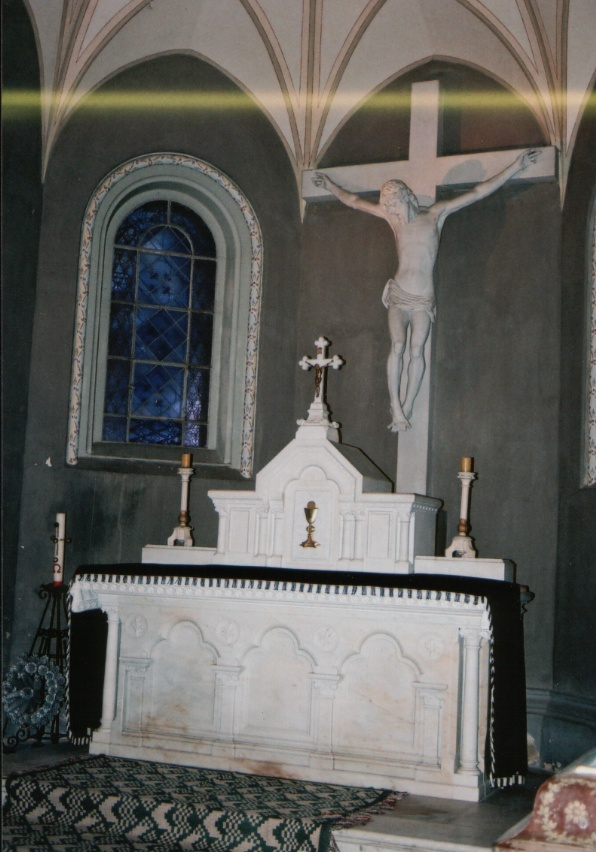
A kripta oltára

### Testvértelepülések
- Taktaszada (2003)
- Tát (2005)
- Mérk (2005)
- Napkor (2012)

## Híres emberek
- Itt született 1954. december 3-án Tempfli Imre római katolikus egyházi író.